# Jake Cronenworth
Jacob John Cronenworth (St. Clair, 21 gennaio 1994) è un giocatore di baseball statunitense, di ruolo interno (prima base, seconda base o shortstop) che gioca per i San Diego Padres (MLB).
Nato e cresciuto nel Michigan orientale, ha giocato per 3 stagioni con i Michigan Wolverines, la squadra di baseball in rappresentanza della University of Michigan. All'ultimo anno di college baseball Cronenworth è stato scelto dai Tampa Bay Rays al 7° round del Draft 2015. Nel farm system dei Rays ha passato 5 stagioni, esordendo nel frattempo nella nazionale statunitense nel 2019.
Nel dicembre 2019, Cronenworth è stato acquisito dai Padres in una trade che ha riguardato diversi giocatori. Con i Padres ha quindi esordito in MLB nella stagione 2020, finendo al 2° posto nelle votazioni per il Rookie of the Year Award della National League. Il 16 luglio 2021 Cronenworth è riuscito a battere un cycle, diventando il primo giocatore a riuscirvi in maglia Padres. Nel 2021 e nel 2022 è stato selezionato per partecipare all'All-Star Game.